# Oribotritia samoaensis
Oribotritia samoaensis är en kvalsterart som beskrevs av Wojciech Niedbała 1998. Oribotritia samoaensis ingår i släktet Oribotritia och familjen Oribotritiidae. Inga underarter finns listade i Catalogue of Life.